# Jacques Tardi
Jacques Tardi (Valence ,Drôme, 30 de agosto de 1946 ) é um escritor de banda desenhada e ilustrador francês . Seu trabalho, traduzido para várias línguas, ganhou  certa notoriedade e reconhecimento crítico além do mundo dos quadrinhos. Vencedor do Grande Prêmio da cidade de Angoulême em 1985 e do Prêmio Saint-Michel, em 1977 e 1979, recebeu vários outros prêmios, incluindo três outros prêmios do festival de Angoulême, dois prêmios Max e Moritz (Alemanha) e dois Eisner Awards (Estados Unidos).
Ele é mais conhecido por As aventuras extraordinárias de Adèle Blanc-Sec, uma série inspirada nos folhetins da Belle Époque, seu trabalho    Primeira Guerra Mundial ( C'était la guerre des tranchées ) e suas adaptações dos romances de Nestor Burma .

## Biografia

### Infância e estudos
Nascido em 30 de agosto de 1946 (78 anos) em Valence , Jacques Tardi passou a infância na Alemanha do pós-guerra com seu pai, militar de carreira
Ele estudou na École des Beaux-Arts em Lyon, depois na École des Arts décoratifs em Paris  .
Desenhou sua primeira história em quadrinhos em 1958-1959, depois de descobrir os álbuns de Edgar P. Jacobs   : La marque verte, em referência ao sexto álbum de Blake e Mortimer, La Marque Jaune .

### Carreira
Desde 1970, Tardi colaborou com a Pilote em contos escritos por Jean Giraud e Serge de Beketch  . Para esta mesma revista, em 1972, ele desenhou Rumeurs sur le Rouergue com roteiro de Pierre Christin (publicado como álbum de bolso da Futuropolis em 1976), além de Adieu Brindavoine  . Em 1973, ele desenhou westerns por Claude Verrien e, em 1974, Le Démon des glaces e La Véritable Histoire du soldat inconnue  . Ele então colaborou em vários periódicos   : Libération, Charlie Mensuel, L'Écho des savanes, Ah! Nana, Métal Hurlant  . .
Em 1976, Tardi ingressou na editora Picaret para desenhar Polonius e, a pedido de sua editora, aCasterman , ele iniciou uma série que continuou por muitos anos : Les aventures extraordinaires d' Adèle Blanc-Sec . Em 1979, ele publicou o livro Ici Même com roteiro de Jean-Claude Forest, pré-publicado no ano anterior em A suivre . Em 1982, ele iniciou outra grande série, a das adaptações de Nestor Burma por Léo Malet com Brouillard au pont de Tolbiac  .
No final da década de 1980, ele ilustrou pela Futuropolis, em colaboração com a editora Gallimard, três dos principais romances de Louis-Ferdinand Céline, incluindo Voyage au bout de la nuit .
No final dos anos 90, ele criou o drama radiofônico Le Perroquet des Batignolles com Michel Boujut, transmitido em 1997 pela France Inter .
Em novembro de 2010 de O primeiro parâmetro é necessário, mas foi fornecido incorretamente! de {{{3}}} ,  publica pela Futuropolis uma adaptação do romance de Jean-Patrick Manchette  La Position du tireur couché  .
Em 2012, ele publicou Moi, René Tardi, prisionnier de guerre du Stalag II-B, com base nas memórias do cativeiro de seu pai durante a Segunda Guerra Mundial .
Nomeado cavaleiro da Legião de Honra em 2013 , ele recusou essa distinção ao indicar que não queria “nada a receber, nem do poder atual, nem de qualquer outro poder político”  .
oEm30 novembro de 2015 de O primeiro parâmetro é necessário, mas foi fornecido incorretamente! de {{{3}}} Ele esteve entre os signatários ' apelo dos 58  : "Vamos demonstrar durante o estado de emergência "  , .
Jacques Tardi é descrito em 2018 como 
um artista profundamente envolvido no serviço da memória e da história contemporânea
 . De acordo com Patrick Gaumer, ele é um dos 
artistas mais importantes e mais originais da história em quadrinhos internacional
 .